# Stor Bullerskäret
Stor Bullerskäret is een Zweeds eiland behorend tot de Lule-archipel. Het eiland ligt tussen Estersön en de noordpunt van Brändöskär. Het heeft geen oeververbinding en is onbebouwd. Het is in het zuiden vergroeid met Långrevet.